# 比绍 (南非)
比绍（英文：Bhisho）是南非东开普省的首府，共有人口6479。名称来源于科萨语水牛的意思，原来叫做Bisho。种族隔离时期是班图斯坦西斯凯的首府，1992年曾发生过大屠杀，2004年正式更名为现名。